# Молитвено дърво
Обичаят посадено дърво да символизира човешките молитви към духовете и отвъдния свят, се практикува в различни области на света, като Сибир, Тибет и Северна Америка.
- Молитвено дърво в Кападокия, (Турция)
- Молитвено дърво – Йоко Оно, Вашингтон (Окръг Колумбия)